# 托马什·尤尔乔
托马什·尤尔乔（1992年12月28日—），斯洛伐克男子冰球运动员。他曾代表斯洛伐克参加2014年和2022年冬季奥林匹克运动会冰球比赛，其中2022年冬季奥运会获得一枚铜牌。